# Strade Bianche de 2020
A 14.ª edição da clássica ciclista Strade Bianche  era uma carreira em Itália que celebrar-se-ia a 7 de março de 2020 na cidade de Siena, Itália. Devido à epidemia de coronavirus no mundo, onde a Itália tem confirmado mais de 4.000 casos da doença em seu território, a carreira foi cancelada.
A carreira seria parte do UCI WorldTour de 2020, calendário ciclístico de máximo nível mundial, onde era a quinta carreira de dito circuito.
Sectores de caminhos de terra:
| Número | Nome                  | Km    | Comprimento (m) | Categoria         |
| ------ | --------------------- | ----- | --------------- | ----------------- |
| 1      | Vidritta              | 10,6  | 2.100           | *                 |
| 2      | Bagnaia               | 23    | 5.800           | *                 |
| 3      | Radi                  | 36,9  | 4.400           | * · * · *         |
| 4      | A Piana               | 47,6  | 5.500           | *                 |
| 5      | Lucignano d'Asso      | 73,7  | 11.900          | * · * · *         |
| 6      | Pieve a Salti         | 90    | 8.000           | * · * · * · *     |
| 7      | San Martino in Grania | 111,3 | 9.500           | * · * · *         |
| 8      | Monte Sante Marie     | 130   | 11.500          | * · * · * · * · * |
| 9      | Monteaperti           | 149,8 | 800             | *                 |
| 10     | Colle Pinzuto         | 161,2 | 2.400           | * · * · * · *     |
| 11     | Le Tolfe              | 172,1 | 1.100           | * · * · *         |